# Blainville-sur-Mer

Blainville-sur-Mer este o comună în departamentul Manche, Franța. În 1 ianuarie 2022 avea o populație de 1.604 de locuitori.